# Kenchenahalli, Arkalgud
Kenchenahalli là một làng thuộc tehsil Arkalgud, huyện Hassan, bang Karnataka, Ấn Độ.